# Richard Madden
Richard Madden (* 18. června 1986 Elderslie, Skotsko) je skotský divadelní, filmový a televizní herec. Mezi jeho nejznámější role patří Robb Stark ze seriálu Hra o trůny a princ Kit v pohádce Popelka.

## Osobní život
Narodil se ve městě Elderslie ve Skotsku, kde vyrůstal se svými staršími i mladšími sestrami. Jeho matka Pat je učitelkou a otec Richard pracuje jako hasič.
Od roku 2011 žil s herečkou Jennou Coleman. V roce 2015 se pár rozešel. Chodil také s televizní moderátorkou Laurou Whitmore, modelkou Suki Waterhouse a herečkou Ellie Bamber, s níž chodil od roku 2017 do prosince 2018. V březnu 2019 chodil krátce s americkým hercem Brandonem Flynnem. Od konce roku 2019 je ve vztahu s hercem Froyem Guiterreza.

## Kariéra
Ve věku jedenácti let se přidal do divadelního kroužku, aby překonal svou stydlivost. Brzy poté byl obsazen do role malého Andyho v televizním filmu Spoluvina a poté do hlavní role v televizním seriálu Barmy Aunt Boomerang, který se natáčel v letech 1999 a 2000. V roce 200 absolvoval na Skotské královské divadelní a hudební akademii (Royal Scottish Academy of Music and Drama).
Během studia pracoval s divadelními společnostmi, na což navázal hrou Tom Fool, která byla úspěšná, přesunula do Londýna, kde si Madenna všiml tým z divadla Globe. V posledním ročníku na škole byl obsazen do role Romea v Romeovi a Julii v uvedení divadla Globe během letních prázdnin v roce 2007. O rok později na divadelním jevišti ztvárnil Calluma McGregora ve hře Noughts and Crosses.
V roce 2009 získal hlavní roli Deana McKenzieho v seriálu Hope Springs a dále také roli Ripleyho v hororu Chatroom či Kirka Brandona v televizním filmu Neobyčejný život Boy George. V letech 2011 až 2013 se na televizní obrazovce objevoval jako Robb Stark ve fantasy seriálu Hra o trůny. V květnu 2013 byl vybrán do role prince do hraného filmu z produkce Disney, Popelka, který měl premiéru v březnu 2015.
V roce 2019 získal Zlatý glóbus za nejlepší mužský herecký výkon v dramatickém seriálu za hlavní roli v seriálu Bodyguard. Ve stejném roce ztvárnil manažera Eltona Johna v životopisném hudebním filmu Rocketman. V květnu 2019 bylo oznámeno, že je zvažován do nadcházejícího filmu The Eternals z produkce Marvel Studios.

## Filmografie

### Film
| Rok  | Název              | Role          | Poznámky    |
| ---- | ------------------ | ------------- | ----------- |
| 2000 | Spoluvina          | mladý Adam    |             |
| 2010 | Chatroom           | Ripley        |             |
| 2011 | Gauneři            | Elliot        | krátký film |
| 2013 | A Promise          | Ludwig        |             |
| 2015 | Popelka            | princ Kit     |             |
| 2015 | Group B            | Shane Hunter  | krátký film |
| 2016 | Den dobytí Bastily | Michael Mason |             |
| 2017 | Ibiza              | Leo West      |             |
| 2019 | Rocketman          | John Reid     |             |
| 2019 | 1917               | poručík Blake |             |
| 2021 | Eternals           | Ikaris        |             |

### Televize
| Rok       | Název                            | Role                 | Poznámky              |
| --------- | -------------------------------- | -------------------- | --------------------- |
| 1999–2000 | Barmy Aunt Boomerang             | Sebastian Simpkins   | 20 dílů               |
| 2009      | Hope Springs                     | Dean McKenzie        | 8 dílů                |
| 2010      | Neobyčejný život Boy George      | Kirk Brandon         | TV film               |
| 2011–2013 | Hra o trůny                      | Robb Stark           | 21 dílů               |
| 2011      | Sirens                           | Ashley Greenwick     | 6 dílů                |
| 2012      | Birdsong                         | kapitán Michael Weir | 2 díly                |
| 2014      | Klondike                         | Bill Haskell         | 3 díly                |
| 2016      | Medicejové: Vládci Florencie     | Cosimo Medici        | 8 dílů                |
| 2017      | Oasis                            | Peter Leigh          | pilotní díl           |
| 2017      | Philip K. Dick's Electric Dreams | agent Ross           | díl: „The Hood Maker“ |
| 2018      | Bodyguard                        | David Budd           | hlavní role, 6 dílů   |
| 2022      | Citadel                          | bude oznámeno        | mini-série            |

### Videohry
| Rok  | Název                                         | Role                   | Poznámky |
| ---- | --------------------------------------------- | ---------------------- | -------- |
| 2013 | Castlevania: Lords of Shadow – Mirror of Fate | Trevor Belmont/Alucard | Dabing   |
| 2014 | Castlevania: Lords of Shadow 2                | Alucard                | Dabing   |

## Ocenění a nominace
| Rok  | Ocenění                                     | Kategorie                              | Nominovaný za | Výsledek  |
| ---- | ------------------------------------------- | -------------------------------------- | ------------- | --------- |
| 2011 | Cena Sdružení filmových a televizních herců | nejlepší obsazení v TV seriálu (drama) | Hra o trůny   | nominace  |
| 2013 | Cena Sdružení filmových a televizních herců | nejlepší obsazení v TV seriálu (drama) | Hra o trůny   | nominace  |
| 2018 | Critics' Choice Television Awards           | nejlepší herec TV (drama)              | Bodyguard     | nominace  |
| 2018 | National Television Awards                  | nejlepší herec TV (drama)              | Bodyguard     | vítězství |
| 2018 | Zlatý glóbus                                | nejlepší herec TV (drama)              | Bodyguard     | vítězství |
| 2018 | Gold Derby Awards                           | nejlepší herec TV (drama)              | Bodyguard     | nominace  |
| 2018 | Golden Nymph Awards                         | nejlepší herec                         | Bodyguard     | vítězství |
| 2018 | Seoul International Drama Awards            | nejlepší herec                         | Bodyguard     | nominace  |
| 2018 | British Academy Scotland Awards             | nejlepší herec v TV                    | Bodyguard     | nominace  |